# Ogiva

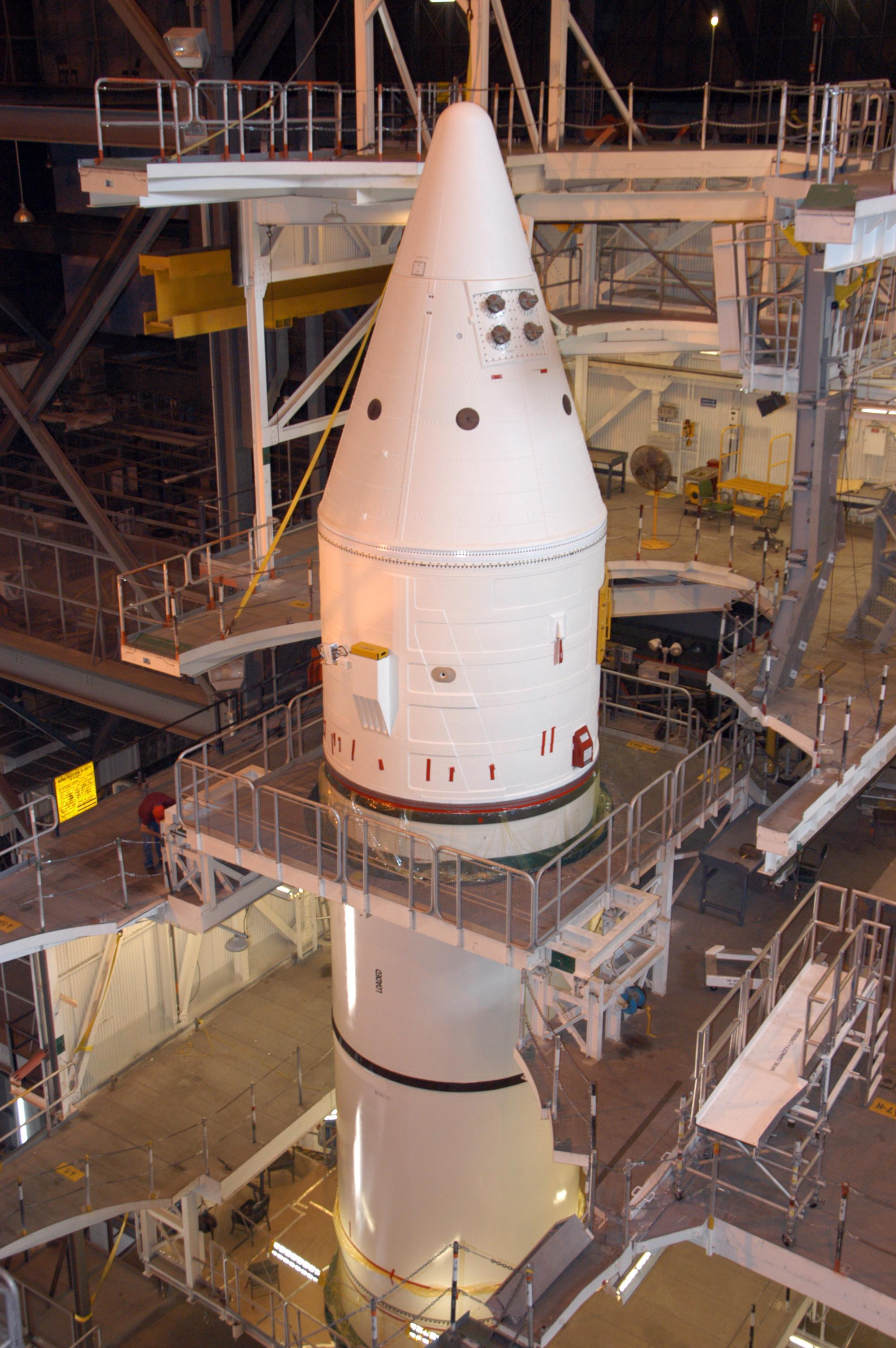
Ogiva di un razzo per l'assistenza al decollo dello Space Shuttle, all'interno del Kennedy Space Center's Vehicle Assembly Building.

L'ogiva è la sezione anteriore di un corpo, o parte di esso, che sia affusolata e a simmetria assiale, studiata per offrire la minima resistenza fluidodinamica. Spesso è adottata su proiettili in generale, razzi, missili, bombe aeronautiche, siluri, serbatoi esterni, aeroplani, carenature navali, sommergibili, sottomarini, o mozzi di eliche.

## Progettazione
Nella progettazione aerodinamica di una sezione anteriore di qualsiasi corpo (come un razzo, un aereo od un proiettile) che debba attraversare un fluido comprimibile (come l'aria atmosferica) un aspetto importante è la determinazione della geometria per le migliori prestazioni. Per molte applicazioni quindi è importante definire il solido di rivoluzione che fornisce la minima resistenza, compatibilmente con le esigenze di missione.

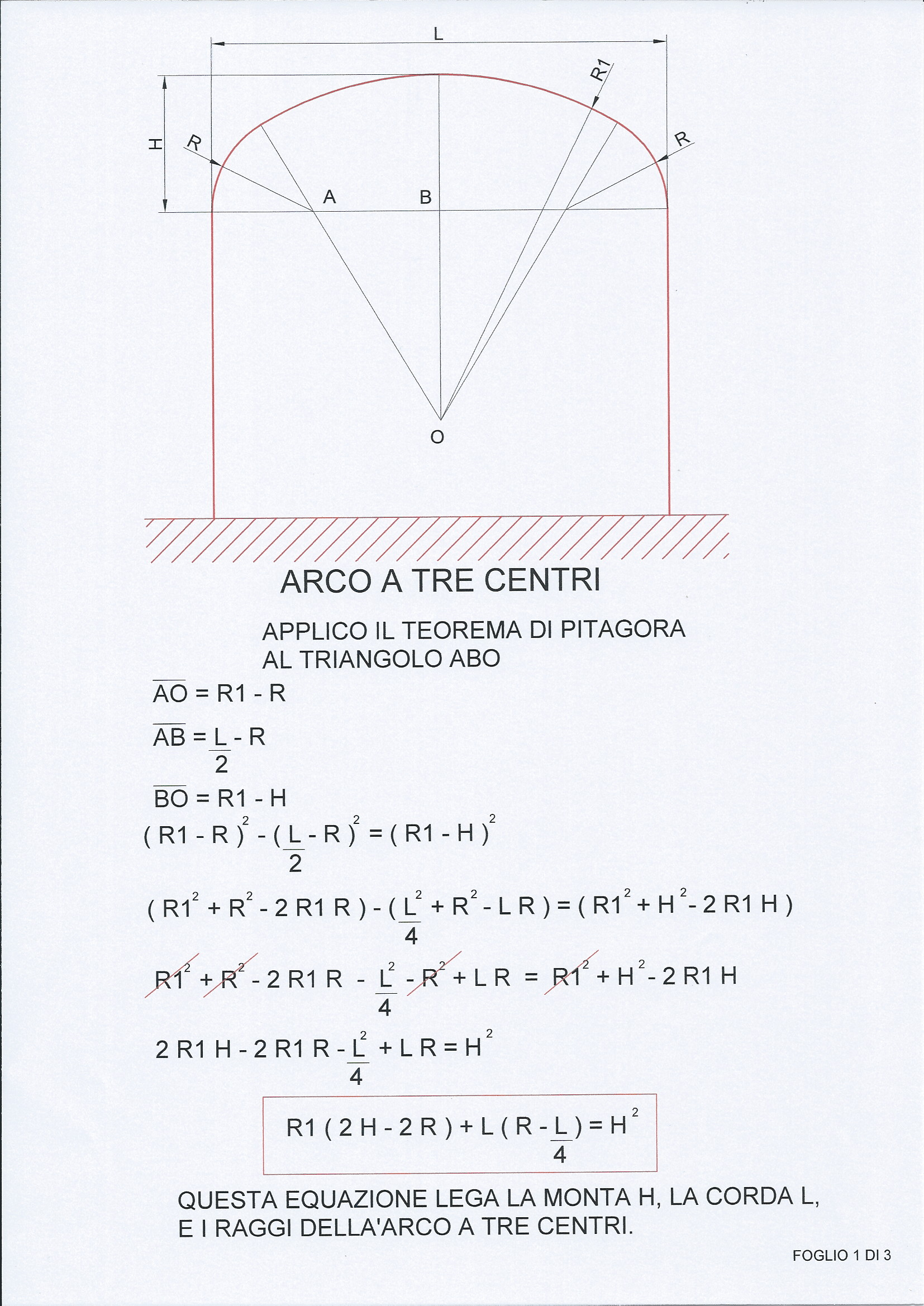
Equazione dell'arco a tre centri

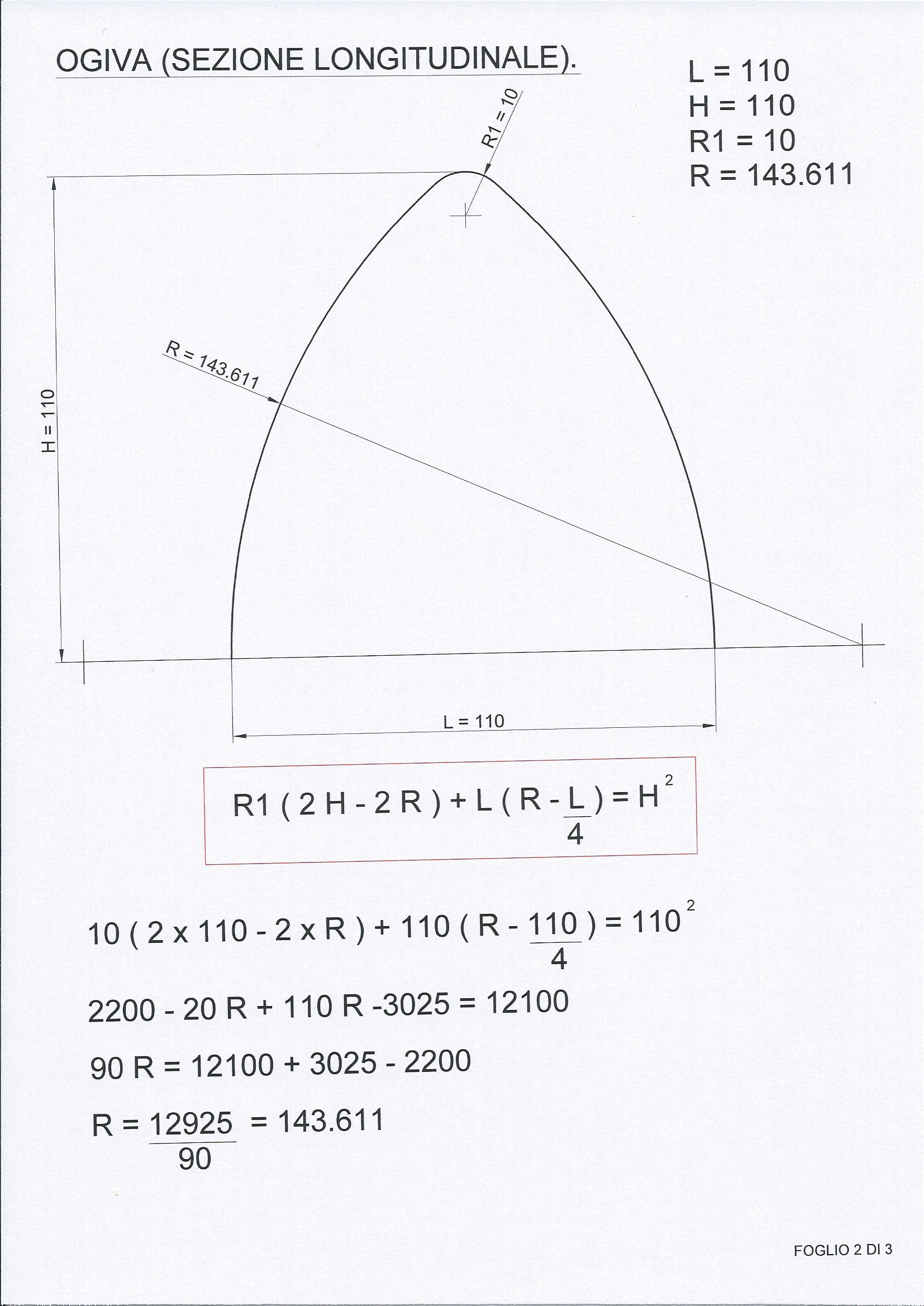
Calcolo dell'ogiva.

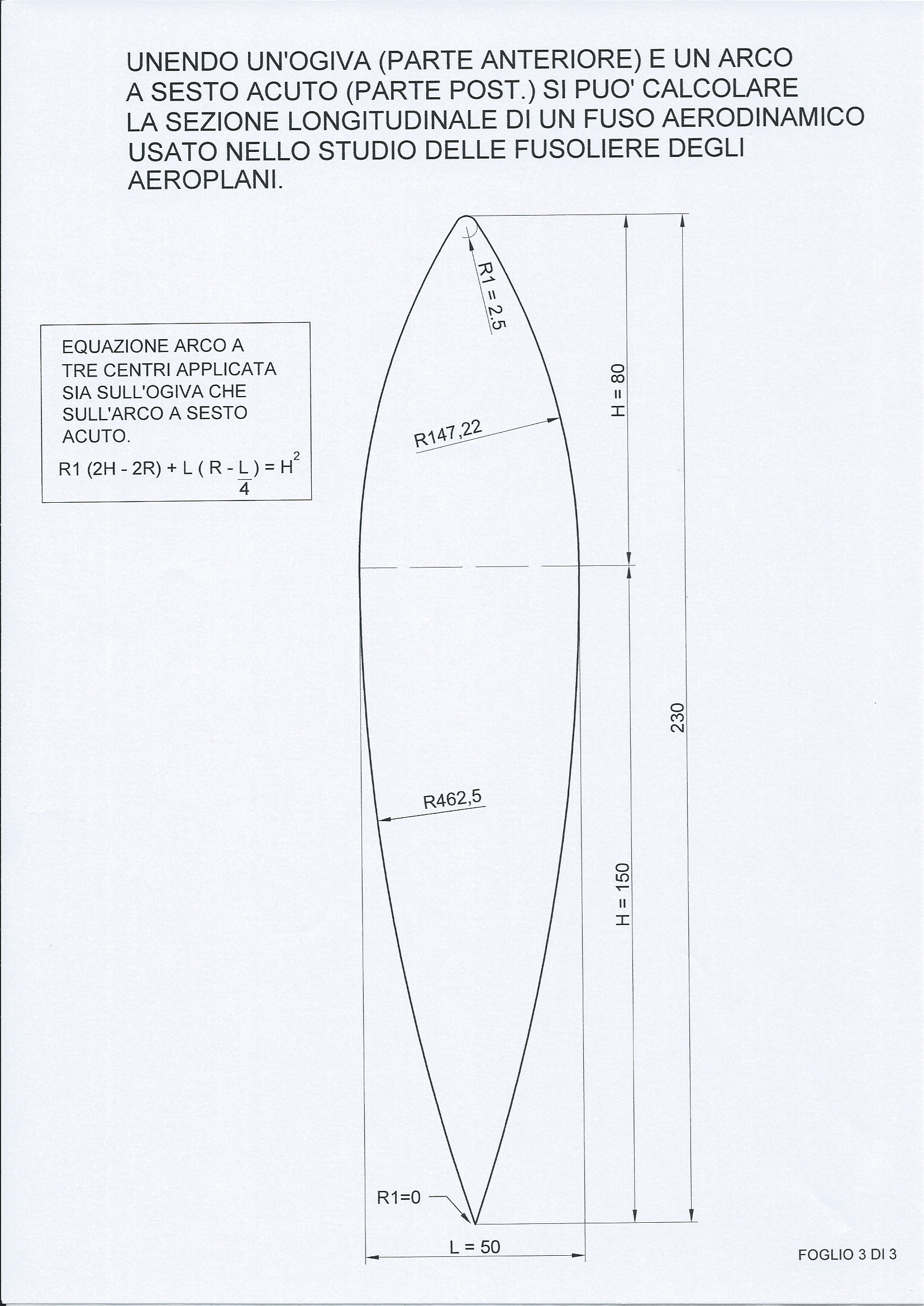
Calcolo del fuso

### Dimensioni generali

Dimensioni utilizzate nelle equazioni

In tutte le equazioni che seguiranno, L rappresenterà la lunghezza complessiva dell'ogiva ed R sarà il raggio di base del corpo. y rappresenta la lunghezza del raggio ad una distanza x dalla punta. Le equazioni definiranno un profilo bidimensionale, mentre l'ogiva sarà costruita come solido di rivoluzione di questo profilo attorno all'asse x. Bisogna notare che spesso nella pratica si usa troncare o arrotondare la punta per ragioni aerodinamiche o costruttive.

#### Cono

Profilo conico

La più semplice forma per un'ogiva è quella conica retta. Questa forma è spesso scelta per la facilità della sua realizzazione pratica ed al contempo è spesso scartata per le sue scarse caratteristiche di resistenza fluidodinamica. I lati di un profilo conico retto a base circolare sono linee rette, quindi l'equazione del diametro è
{\displaystyle y={xR \over L}}
I coni sono anche definiti dalla loro semiapertura di angolo φ
{\displaystyle \varphi =\arctan \left({R \over L}\right)}
e
{\displaystyle y=x\tan(\varphi )\;}

#### Cono stondato
Nelle applicazioni pratiche una ogiva conica è spesso arrotondata per mezzo di un segmento di sfera. Il punto di tangenza dove la sfera si unisce al cono può essere ricavato dalle formule seguenti
{\displaystyle x_{t}={\frac {L^{2}}{R}}{\sqrt {\frac {r_{n}^{2}}{R^{2}+L^{2}}}}}
{\displaystyle y_{t}={\frac {x_{t}R}{L}}}
dove rn è il raggio della sfera.
Il centro della sfera può essere invece ricavato dall'equazione
{\displaystyle x_{o}=x_{t}+{\sqrt {r_{n}^{2}-y_{t}^{2}}}}
mentre la posizione dell'apice sarà data da
{\displaystyle x_{a}=x_{o}-r_{n}}

#### Doppio cono

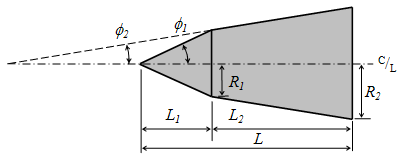
Profilo a doppio cono

Una forma a doppio cono è formata da un cono di lunghezza L1 raccordato ad un tronco di cono di lunghezza L2, dove la base superiore del tronco di cono ha un raggio R1 coincidente con il raggio del cono di punta. Il raggio della base inferiore del tronco sarà invece R2.
{\displaystyle L=L_{1}+L_{2}\ }
- per {\displaystyle 0\leq x\leq L_{1}\ :\ y={xR_{1} \over L_{1}}}

semiangolo:
{\displaystyle \varphi _{1}=\arctan \left({R_{1} \over L_{1}}\right)}
{\displaystyle y=x\tan(\varphi _{1})\;}
- per {\displaystyle L_{1}\leq x\leq L\ :\ y=R_{1}+{(x-L_{1})(R_{2}-R_{1}) \over L_{2}}}

semiangolo:
{\displaystyle \varphi _{2}=\arctan \left({R_{2}-R_{1} \over L_{2}}\right)}
{\displaystyle y=R_{1}+(x-L_{1})\tan(\varphi _{2})\;}

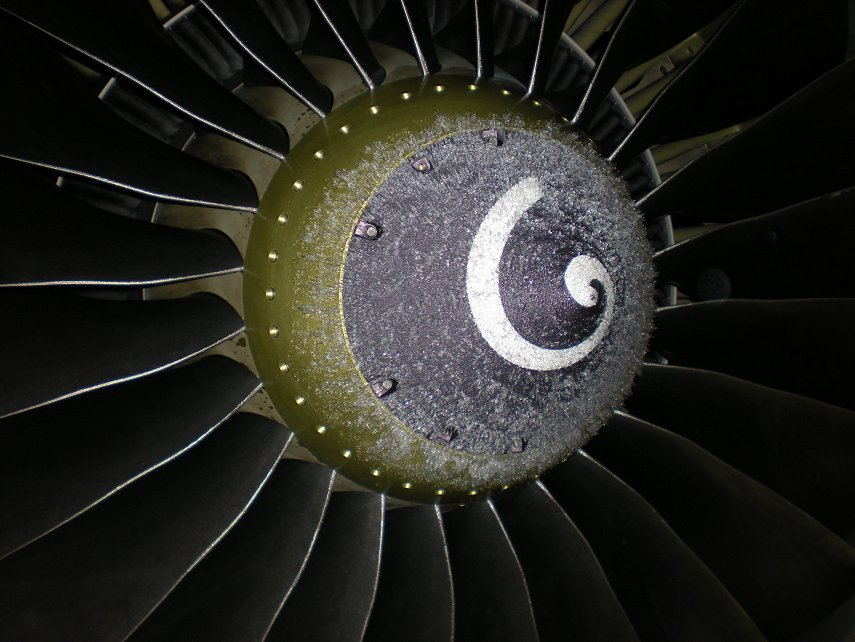
Carenatura del mozzo della ventola di un motore CFM International CFM56.
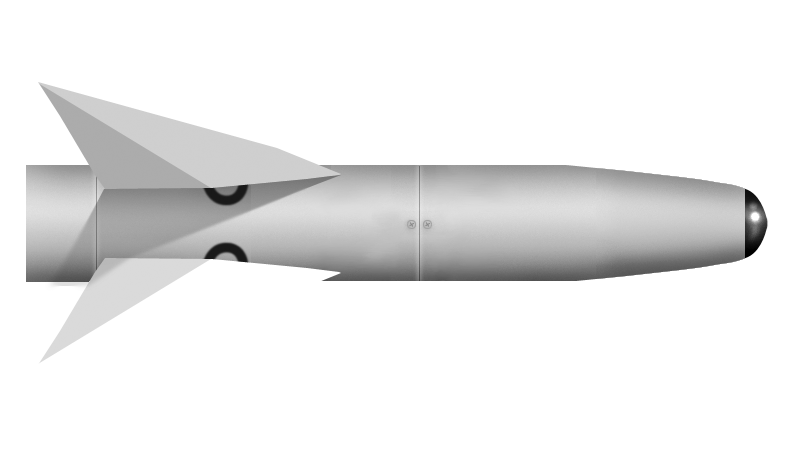
Sezione di testa di un missile aria-aria AIM-9E Sidewinder.
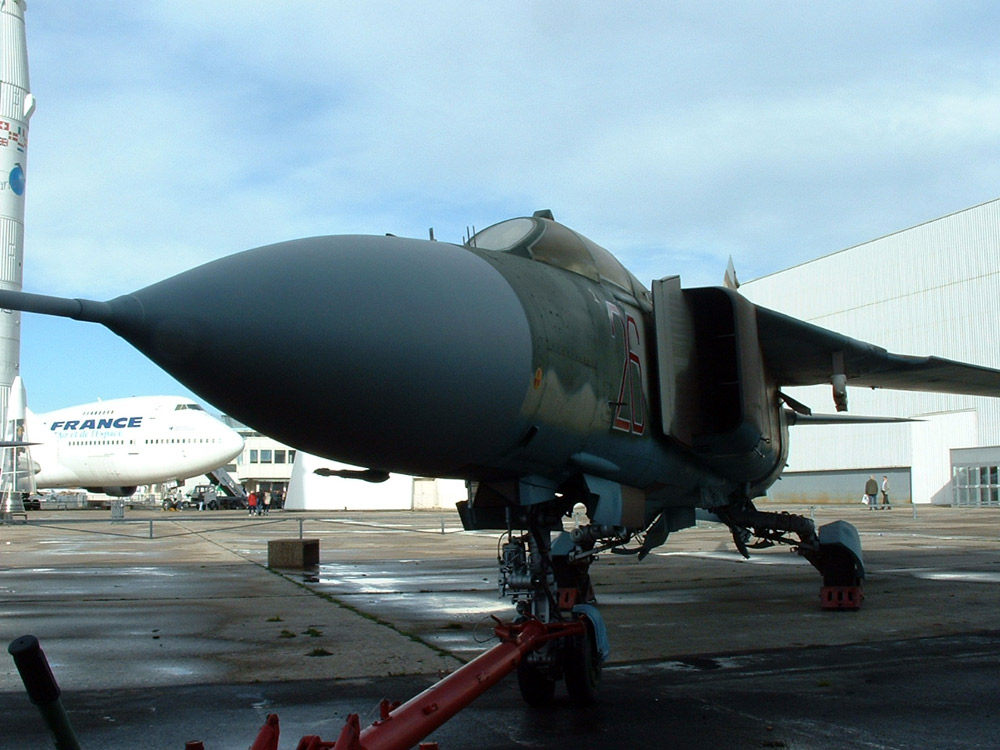
Carenatura dielettrica sul muso di un MiG-23.
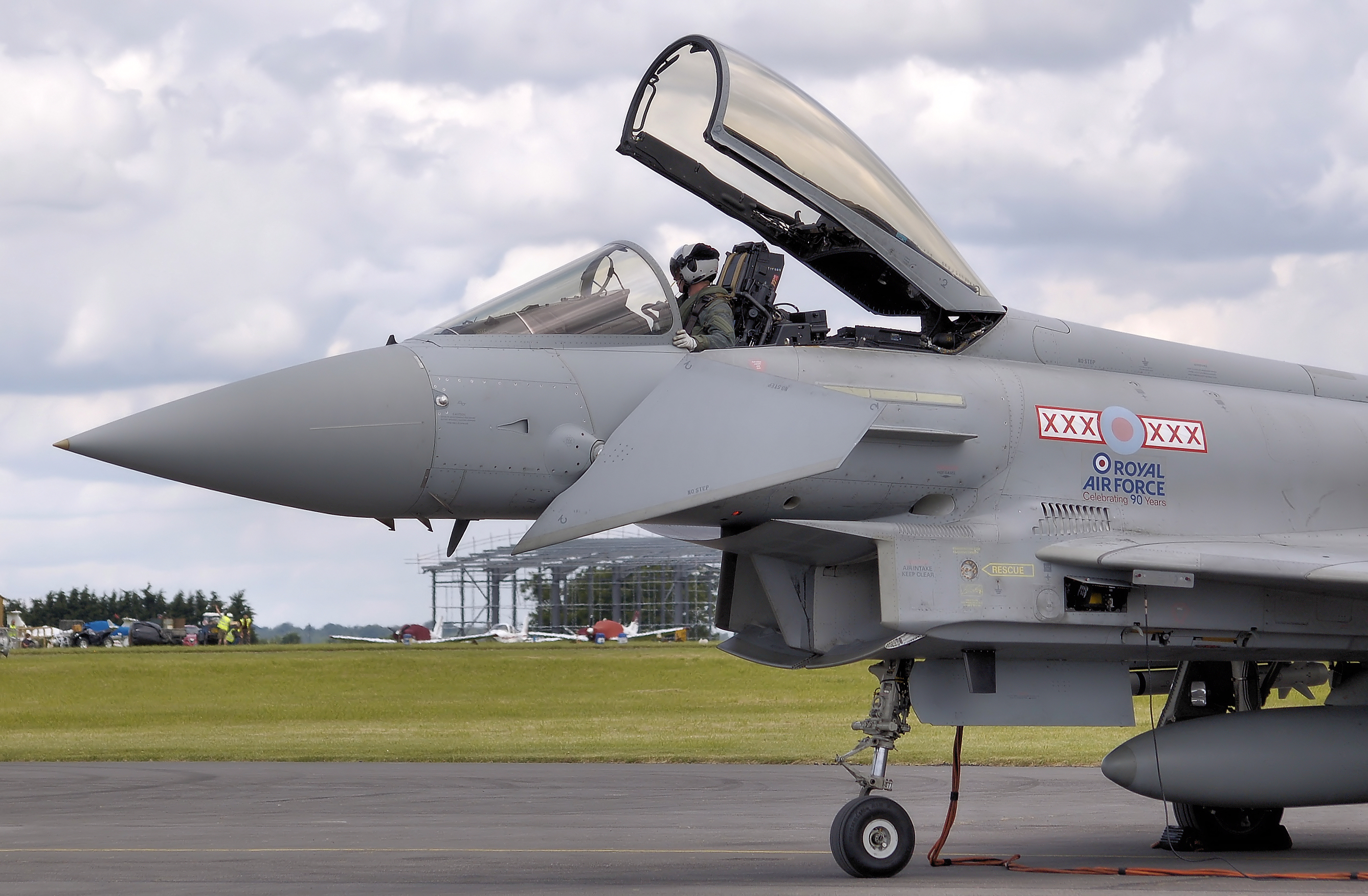
Carenatura del radar di un Typhoon EF2000 della Royal Air Force.
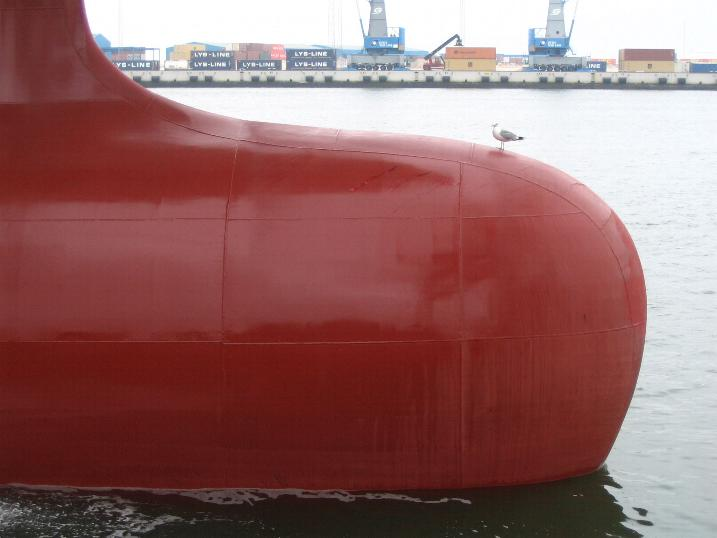
Bulbo della carenatura di una nave da trasporto.
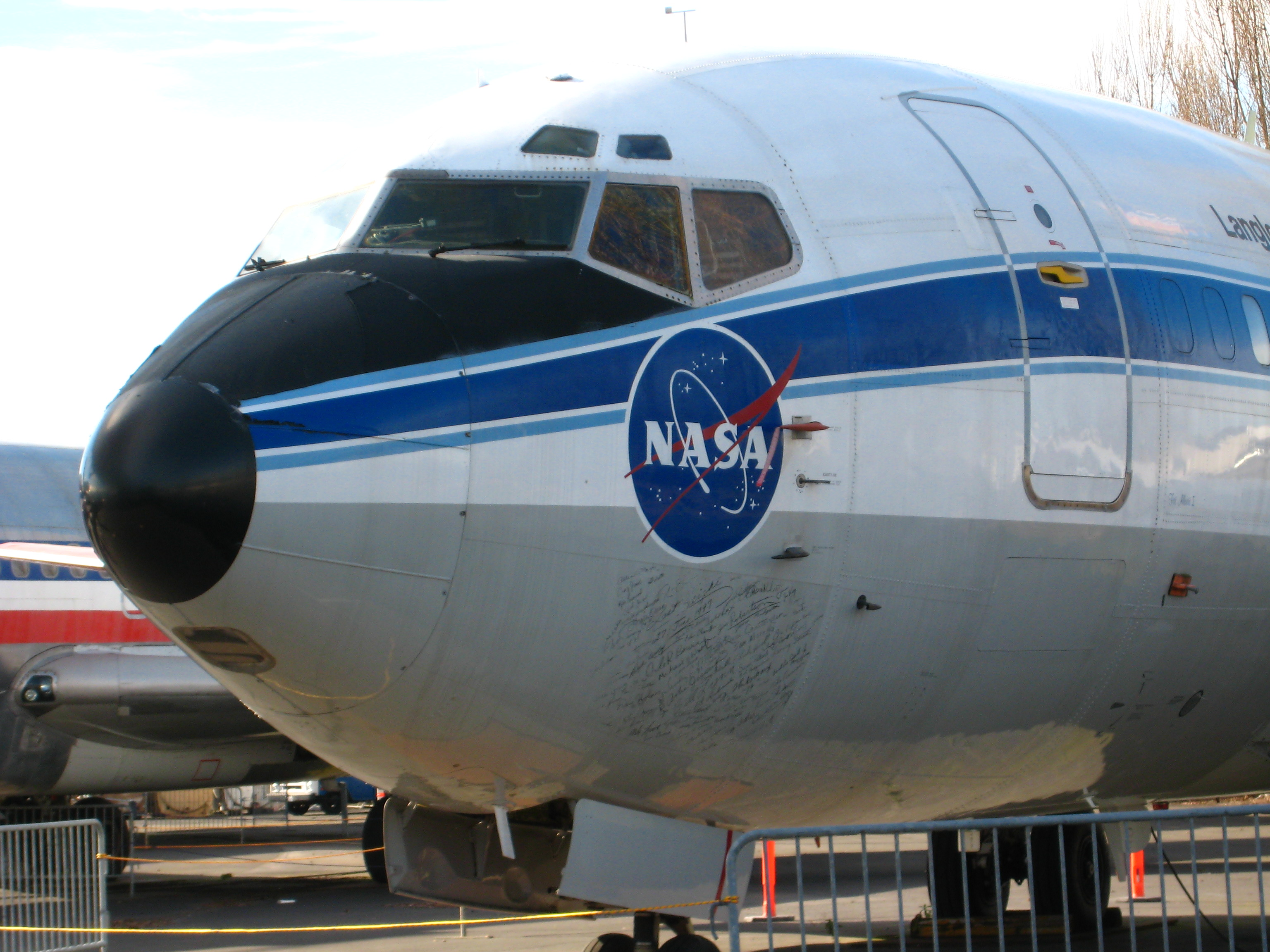
Muso del prototipo di un Boeing 737-130 al museo del volo di Seattle.
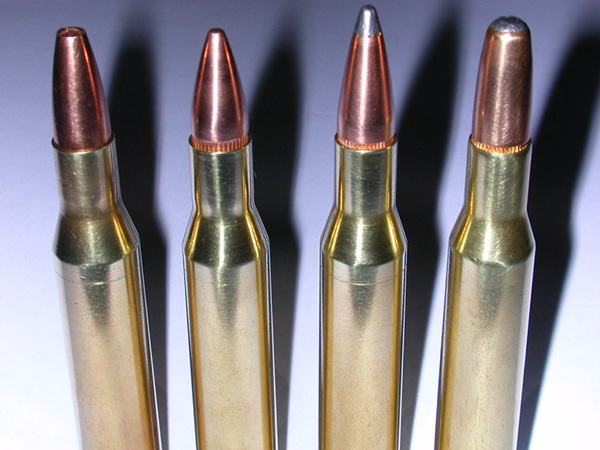
Munizioni .270 Winchester
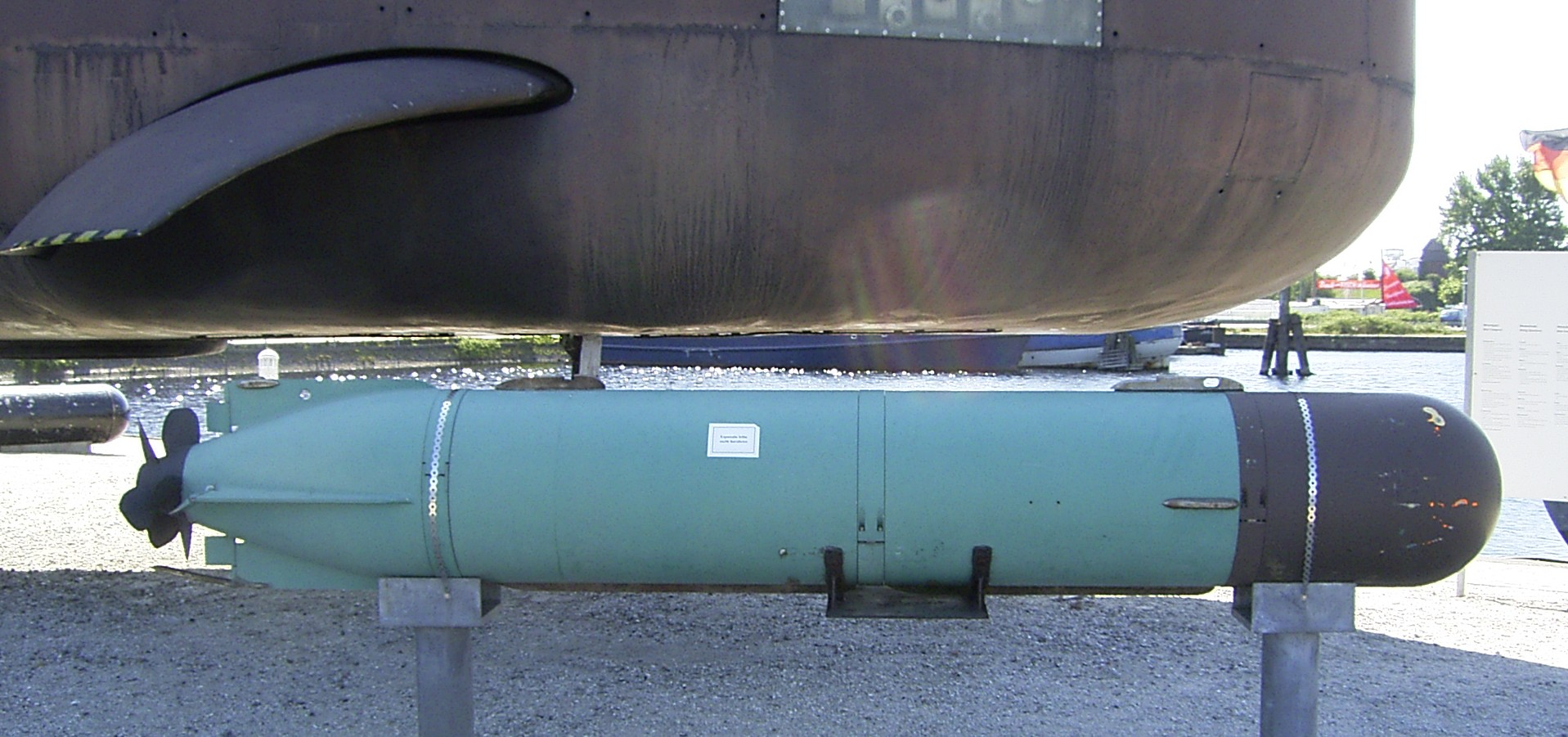
Siluro statunitense Mark 37